# Epimelitta nigerrima
Epimelitta nigerrima är en skalbaggsart som först beskrevs av Bates 1892.  Epimelitta nigerrima ingår i släktet Epimelitta och familjen långhorningar.
Artens utbredningsområde är Costa Rica. Inga underarter finns listade i Catalogue of Life.